# Super Real Basketball
Super Real Basketball (Pat Riley Basketball aux États-Unis) est un jeu vidéo de basket-ball sorti en 1990 sur Mega Drive. Le jeu a été développé et édité par Sega.